# Dariusz Lipiński

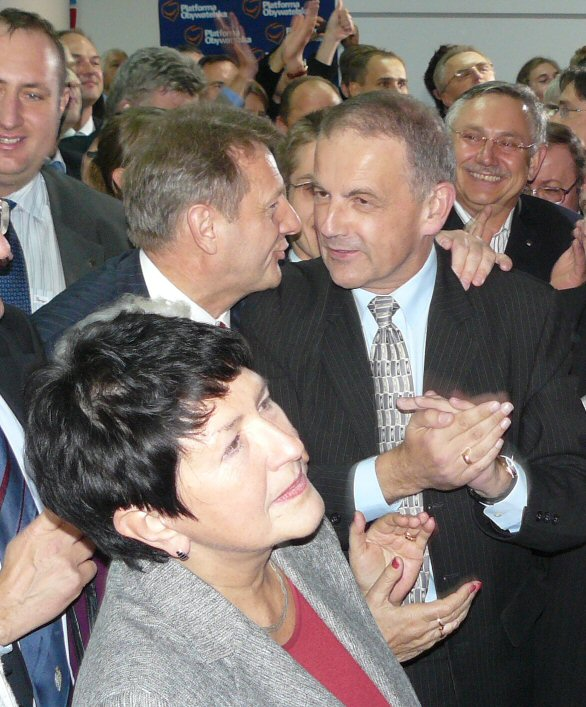
Dariusz Lipiński (w srebrnym krawacie) w czasie ogłaszania wyników wyborów parlamentarnych w 2007 (poznański sztab wyborczy PO, 21 października 2007). Na pierwszym planie Jadwiga Rotnicka

Dariusz Tadeusz Lipiński (ur. 4 sierpnia 1955 w Warszawie) – polski polityk, fizyk, nauczyciel akademicki i samorządowiec, poseł na Sejm V i VI kadencji.

## Życiorys
W 1966 przyjechał do Poznania, gdzie w 1973 ukończył IX Liceum Ogólnokształcącym, a sześć lat później studia na Wydziale Matematyki i Fizyki Uniwersytetu im. Adama Mickiewicza. Po studiach odbył roczną służbę wojskową.
W 1980 podjął działalność w „Solidarności” na uniwersytecie. Po wprowadzeniu stanu wojennego działał w podziemiu, w 1985 został tymczasowo aresztowany na pół roku. W 1990 obronił doktorat z zakresu fizyki (na podstawie pracy pt. Badanie struktury ciekłych alkilowych pochodnych benzenu metodą analizy rentgenowskiej). Jest także autorem książki Testy z fizyki dla licealistów i kandydatów na studia. Fale i kwanty (PWN 1999). W latach 1993–1997 był stałym felietonistą „Tygodnika Solidarność”.
W latach 1998–2005 pełnił funkcję radnego Poznania, do 2002 przewodniczył radzie miejskiej, następnie był jej wiceprzewodniczącym. Politycznie związany był z Akcją Wyborczą Solidarność (od 1997 do 2001 był jej wiceprzewodniczącym w Wielkopolsce, a od 1998 do 2001 przewodniczył Ruchowi Społecznemu AWS w Poznaniu). W wyborach parlamentarnych w 1997 bez powodzenia ubiegał się o mandat poselski z listy AWS w województwie poznańskim (otrzymał 4392 głosy). W 2001 dołączył do Platformy Obywatelskiej (zasiadał w krajowym sądzie koleżeńskim tej partii, przewodniczył także jej strukturom w Poznaniu).
W wyborach parlamentarnych w 2005 z listy PO uzyskał mandat posła V kadencji w okręgu poznańskim, zdobywając 4482 głosy. W wyborach w 2007 po raz drugi został posłem, otrzymując 20 695 głosów. W Sejmie VI kadencji został wiceprzewodniczącym Komisji do Spraw Unii Europejskiej oraz członkiem Komisji Spraw Zagranicznych. W 2009 bez powodzenia kandydował z listy Platformy Obywatelskiej do Parlamentu Europejskiego w poznańskim okręgu wyborczym.
W czerwcu 2009 objął funkcję przewodniczącego polskiej delegacji do Zgromadzenia Parlamentarnego Rady Europy, w tym samym miesiącu wybrano go na wiceprzewodniczącego ZPRE. W wyborach w 2011 bezskutecznie ubiegał się o mandat poselski na kolejną kadencję. W marcu 2014 przeszedł z PO do Polski Razem Jarosława Gowina. Bez powodzenia kandydował w tym samym roku w eurowyborach jako lider listy wyborczej PRJG w okręgu wielkopolskim. Stał potem przez kilka miesięcy na czele wojewódzkich struktur partii. Także w 2014 bez powodzenia kandydował do sejmiku wielkopolskiego z listy komitetu Teraz Wielkopolska. 5 lipca 2015 został wiceprzewodniczącym rady krajowej Polski Razem Zjednoczonej Prawicy. W tym samym roku jako jej przedstawiciel bezskutecznie ubiegał się o mandat poselski z listy PiS. Po przekształceniu w listopadzie 2017 Polski Razem w Porozumienie, został przewodniczącym struktur tej partii w Poznaniu, którym był do września 2020. W 2021 związał się z Partią Republikańską, zostając jej pełnomocnikiem na województwo wielkopolskie.
Wszedł w skład komitetu wspierającego kandydaturę Karola Nawrockiego na prezydenta RP w wyborach w 2025.

## Odznaczenia
W 2014 odznaczony Krzyżem Kawalerskim Orderu Odrodzenia Polski. W 2018 otrzymał Krzyż Wolności i Solidarności.